# Ноэма (альбом)
Ноэма — студийный альбом Андрея Сучилина и группы «До Мажор», записанный в 1990 году.
Первоначально выпущен в виде двойного кассетного магнитоальбома.
В 1992 году издан фирмой «Мелодия» в урезанном варианте на виниле (LP).
В конце 2012 года в полном виде переиздан лейблом «Геометрия» на CD в формате двойного альбома.
Журнал «Контркультура» назвал «Ноэму» «Лучшим альбомом 1990 года».
Альбом «Ноэма» вошёл в книгу «100 магнитоальбомов советского рока» Александра Кушнира.

## История
Запись альбома «Ноэма» профинансировали московские художники Дмитрий Врубель и Яна Шибалова.
Альбом в течение нескольких месяцев записывался «на 4-канальный Аmpex» в зеленоградской студии Константина Брыксина.
В результате вышел в 1990 году в виде самиздатовского двойного кассетного релиза.
Спустя десятилетия Андрей Сучилин так характеризовал творческий замысел:
Почему «Ноэма» получила такой резонанс, я не знаю. Я ведь намеревался записать песенный альбом. Некоторые песни той поры я даже собираюсь сейчас заново сыграть… Мне казалось, что песни встретят более дружелюбный прием; меня к этому и Гурьев подталкивал, и его приятель Артур Гильдебрандт, я их иногда пел на квартирниках, но на концертах не играл. А «Ноэму» мы делали просто из желания высказаться, безо всякой идеи получить хоть какой-то отклик. …Это была история совершенно герметичная. Я к тому же в то время морочился разными построениями — соотношениями планет, например, то есть герметичность была даже не только в замкнутости на себе, но и в отношении к самому материалу. Я хотел, чтобы все играли то, что хотели.
В 1992 году на «Мелодии» вышло сокращённое «одинарное» виниловое издание, в котором Сучилин некоторые композиции сократил, а некоторые, например, «Блюз» — перемикшировал.
Историю с «Мелодией» Сучилин пересказывает следующим образом:
Мы исходно сделали двойной альбом. Но тут неожиданно возникла редактор «Мелодии» Ольга Глушкова. Мне её телефон дал Артемий Троицкий и сказал — позвони. Я позвонил, а она сразу: неси материал. Я причем тогда то ли куда-то уезжал, то ли ещё что, но материал передал с другим человеком. Несколько дублей. И ни на что не надеялся, никаких надежд не возлагал. Меня и в стране-то не было, когда все это издалось. Фактически они там сами выбирали треки. Я в процесс не вмешивался… Приехал — и тут пластинка. Ну, хорошо хоть так, подумал я.
Особо острые треки не вошли в официальное виниловое издание.
Например, это трек «Лукин», представляющий собой интервью с художником Виктором Лукиным, который в 1980-е уехал в США за лучшей долей но, по недоразумению, по обвинению в убийстве товарища, сорвавшегося в пропасть, попал в непальскую тюрьму на 10 лет.
Из этой же серии опущенный 15-минутный «Марш», сконцентрировавший пораженческие настроения советских солдат в Афганистане.
Существуют и более поздние варианты сведения, и много композиций, не вошедших в альбом по разным причинам.
После создания «Ноэмы» Андрей Сучилин уехал в Германию — учиться у Роберта Фриппа в Guitar Craft.
Спустя более 20 лет альбом был переиздан лейблом «Геометрия» на двух CD.
«Богатый» двойник отреставрирован и отмастерен Евгением Гапеевым.
25 июня 2018 года Андрей Сучилин скончался в больнице португальского города Фару после продолжительной болезни.

## Список композиций

### Мелодия
Издатель: Мелодия — C60 32017 009 (Винил, LP, альбом, 1992; Апрелевский завод грампластинок; Заказ 96; Тираж 5000).
| №  | Название               | Длительность |
| -- | ---------------------- | ------------ |
| 1. | «Направление Движения» | 4:10         |
| 2. | «Хина Вишну»           | 7:27         |
| 3. | «Котик-Коток»          | 4:02         |
| 4. | «Шестоднев»            | 4:15         |

| №  | Название      | Длительность |
| -- | ------------- | ------------ |
| 5. | «Шаги»        | 6:02         |
| 6. | «Зарин-Заман» | 3:44         |
| 7. | «Блюз»        | 10:20        |

### Геометрия
Издатель: Геометрия — GEO 040 CD/GEO 041 CD (2 × CD, Альбом 2012, Реставрация, Ремастеринг).
| №  | Название                    | Длительность |
| -- | --------------------------- | ------------ |
| 1. | «Направление Движения»      | 4:10         |
| 2. | «Хина Вишну»                | 7:27         |
| 3. | «Зарин-Заман»               | 3:44         |
| 4. | «Котик-Коток»               | 4:02         |
| 5. | «Шестоднев (Босса Ноэма I)» | 4:15         |
| 6. | «Невский Пирог»             |              |
| 7. | «Блюз»                      | 10:20        |
| 8. | «Intro-Блюз»                |              |
| 9. | «Блюз (Вариант II)»         |              |

| №  | Название         | Длительность |
| -- | ---------------- | ------------ |
| 1. | «Лукин»          |              |
| 2. | «Босса Ноэма II» |              |
| 3. | «Шаги»           | 6:02         |
| 4. | «Марш»           |              |

## Состав
- Александр Воронин (флейта, саксофон).
- Александр Соколов (клавишные).
- Андрей Сучилин (автор музыки и слов, гитара, компьютер, продюсер).
- Владимир Артамонов (бас-гитара)
- Евгений Филипов (гитара).
- Екатерина Ковалёва (вокал).
- Константин Брыксин (инженер).
- Михаил Плотников (ударные).
- Ольга Глушкова (руководство).